# Coniopteryx haitiensis
Coniopteryx haitiensis är en insektsart som beskrevs av Smith 1931. Coniopteryx haitiensis ingår i släktet Coniopteryx och familjen vaxsländor. Inga underarter finns listade i Catalogue of Life.